# Андругівські липи
Андру́гівські ли́пи — ботанічна пам'ятка природи місцевого значення в Україні. Розташована на території Кременецького району Тернопільської області, в селі Андруга. 
Площа — 0,05 га. Статус отриманий у 2018 році. Перебуває у віданні: Білокриницька сільська рада.